# 子ほめ (テレビドラマ)
『桂ざこば 芸歴45周年&還暦記念ドラマ“子ほめ”』（かつらざこば げいれきよんじゅうごしゅうねん・かんれききねんどらま“こほめ”）は、2007年12月8日の14:25～15:55（JST）に、関西テレビで放送されたテレビドラマ（関西ローカル）であるが、落語家の桂ざこばの芸歴45周年と還暦を記念した特別番組でもある。

## 概要
落語の演目の1つであり、ざこば自身の落語のレパートリーの1つでもある『子は鎹（かすがい、または『子別れ』）』の噺の流れをほぼ忠実に、現代版の設定で置き換えられたドラマである。また、ざこばにとって初主演するドラマでもある。

### 『子は鎹』について
簡単に解説すると、飲んだくれの亭主に愛想を尽かした妻と子が家を出て行く。それから数年、亭主は改心し酒も止めて仕事に打ち込む。ある日偶然自分の別れた子どもと出会う。別れた自身の子どもに、「鰻、好きか?、ご馳走したる。ただ、おかん（自分の別れた妻）には言うなよ」と約束し、その日は別れる。子どもが妻の家に帰ると、別れた亭主から小遣いをもらったことがバレてしまい、それがきっかけで鰻をご馳走してくれるということもバレてしまう。その次の日、子どもは亭主との約束を守るため、鰻屋へ行くが、様子が気になる妻は、子どもの後を付けるが如く、鰻屋へ向かう。そこで、もう一度二人がやり直す。

## 出演者
- 桂家朝丸（かつらや あさまる）:桂ざこば
- 藤本ナツ:樽本真生夏（子役）
- 鈴木徹郎:森本亮治
- 由美:小松彩夏
- 桂家雁雀（がんじゃく）:ぼんちおさむ
- 警官:烏川耕一
- 10年後の藤本ナツ（桂家朝実 あさみ）:赤松悠実
- 警官:桂都丸
- 節子:かとうかず子（友情出演）
- 桂家麦朝（ばくちょう）:小島秀哉
- 金魚屋のおじさん:喜味こいし
- 大師匠:桂米朝　など

## スタッフ
- 脚本:戸田学・木村弥寿彦（関西テレビ）
- チーフプロデューサー:谷口俊哉（関西テレビ）
- プロデューサー・演出: 木村弥寿彦（関西テレビ）
- 音楽:はじめにきよし
- ロケ協力:JR西日本、天満天神繁昌亭
- 協力:米朝事務所
- 制作協力:東通企画
- 制作著作:関西テレビ放送